# Xenija Iwanowna Schestowa

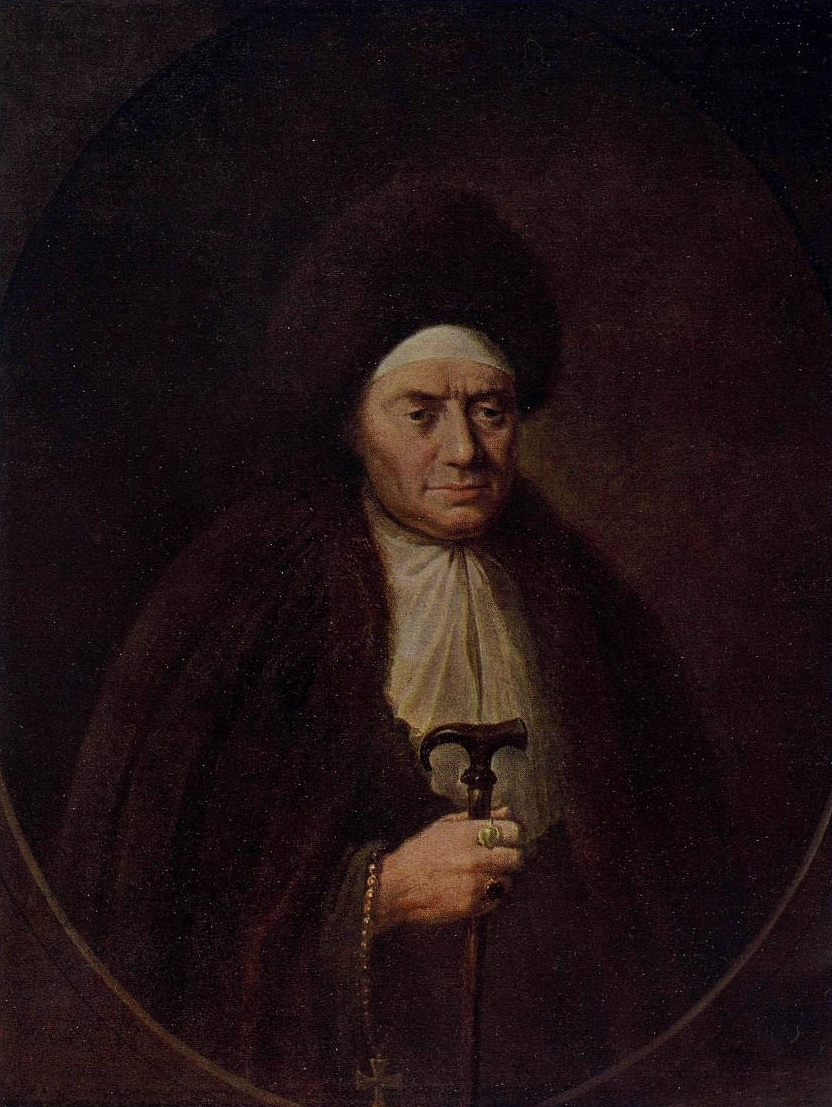
Porträt Xenija Iwanowna Schestowas (1771)

Xenija Iwanowna Schestowa, verheiratet Romanowa, (russisch Ксения Ивановна Шестова; * 1560; † 26. Januarjul. / 5. Februar 1631greg. in Moskau) war die Mutter des ersten Romanow-Zaren Michail Fjodorowitsch.

## Leben
Schestowa stammte aus dem Kostroma-Adel. Ihr vermutlicher Vater Iwan Wassiljewitsch Schestow gehörte zu den Tausendmännern Iwans des Schrecklichen. Etwa 1585 heiratete sie Fjodor Nikititsch Romanow, Vetter des Zaren Fjodor Iwanowitsch. Unter der Herrschaft Boris Godunows wurden sie und ihr Mann gezwungen, in Klöster einzutreten. Sie wurde als Nonne Marfa Iwanowna 1601 von ihren zwei überlebenden Kindern (von sechs) Michail (* 1596) und Tatjana getrennt und in ein Dorf am Onegasee verbannt.
In der Zeit der Wirren wurden auf Befehl des neuen Zaren Falscher Dmitri die Romanows 1606 freigelassen, und die Nonne Marfa Iwanowna vereinte sich mit ihrem Sohn Michail und ihrer Tochter Tatjana, die 1611 oder 1612 starb. Fjodor Romanow als Mönch Philaret wurde 1606 Metropolit in Rostow. Er wurde 1608 von den Tuschinoern des Zweiten falschen Dmitri gefangen genommen und nach Tuschino gebracht. Er befand sich 1610 im polnisch besetzten Moskau.
Als Michail Fjodorowitsch von dem Semski Sobor im März 1613 zum neuen Zaren gewählt worden  war, kam seine Mutter nun als großfürstliche Nonne Marfa Iwanowna nach Moskau. Sie übte einen großen Einfluss auf sein Regierungshandeln aus und holte ihren Neffen Boris Saltykow und andere Verwandte an den Hof. Sie ließ sich in den Gemächern der 1592 verstorbenen ersten Frau des früheren Zaren Wassili IV. nieder und sorgte für eine Verbesserung des Schicksals der zweiten verwitweten Frau Wassilis IV., die ins Kloster verbannt worden war und der Familie Romanow geholfen hatte. Marfa Iwanownas Macht schwand, als ihr Mann Philaret Nikititsch 1619 aus polnischer Gefangenschaft freigelassen wurde und nach Moskau zurückkehrte, wo er Patriarch von Moskau und Mitregent wurde.
Fjodor Glinka schuf das beschreibende Gedicht Karelien, oder die Gefangenschaft der Martha Johannowna (Sankt Petersburg 1830).